# Marcello Del Duca
Marcello Del Duca (ur. 31 sierpnia 1950 w Civitavecchii) – włoski piłkarz wodny, srebrny medalista olimpijski z Montrealu. 
Jeden raz uczestniczył na letnich igrzyskach olimpijskich (IO 1976). Na nich wraz z kolegami zdobył srebrny medal. Zagrał wtedy w 8 meczach, zdobywając 3 bramki. 